# David Bowie: Sound and Vision
David Bowie: Sound and Vision is een documentaire over de Britse muzikant David Bowie. De film werd gemaakt door de Amerikaanse televisiezender A&E als onderdeel van hun langlopende documentaireserie Biography. Op 4 november 2002 werd de film voor het eerst op televisie uitgezonden en in 2003 verscheen deze op dvd.

## Achtergrond
David Bowie: Sound and Vision is de vierde documentaire die werd gemaakt met de goedkeuring van Bowie. Het verschil met de voorgaande documentaires, Cracked Actor (1975), Ricochet (1984) en David Bowie: Black Tie White Noise (1993), is dat het een overzicht is van de volledige carrière van Bowie tot op dat moment, waar de eerdere films altijd in het teken stonden van wat hij op dat moment deed.
Ondanks zijn goedkeuring werkte Bowie, die druk was met het afmaken van zijn album Heathen, zelf niet mee aan de film. In plaats hiervan bevat de film interviews met mensen die invloed hadden op zijn leven, waaronder zijn vrouw Iman Abdulmajid en een groot aantal vrienden en collega's. Ook zijn archiefbeelden van Bowie te zien. De voice-over van de documentaire werd ingesproken door acteur Jonathan Pryce.

## Inhoud
Op de dvd-uitgave van David Bowie: Sound and Vision is de documentaire ingedeeld in tien hoofdstukken. Hieronder volgt een overzicht van deze hoofdstukken en hun inhoud.
| Titel                                                | Muziek | Interviews |
| ---------------------------------------------------- | --- | --- |
| 1: David R. Jones turns into David Bowie (1947-1966) | - "Fame '90" - "Ziggy Stardust" uit Ziggy Stardust - The Motion Picture - "Young Americans" | - Historicus David Wild - Zangeres en choreograaf Toni Basil - Model en actrice Iman Abdulmajid, vrouw van Bowie - Producer Tony Visconti - Muzikanten Moby en Trent Reznor - Bowie: Tonight (1964); promotie Earthling (1997); Newsnight (1999) - Vrienden Geoff McCormack en George Underwood - Voormalig docent Owen Frampton, vader van Peter Frampton |
| 2: Major Tom (1966-1969)                             | - "Space Oddity"; videoclip plus beelden uit Love You till Tuesday | - Tony Visconti, Geoff McCormack, George Underwood - Fotograaf Mick Rock - Muzikant Iggy Pop - Acteur en komiek Eric Idle |
| 3: Changes (1969-1972)                               | - "I'm Waiting for the Man" door David Bowie en The Hype (1970) - "Changes" | - Bowie: Newsnight (1999) - Tony Visconti, Geoff McCormack, Mick Rock, Iggy Pop, Eric Idle |
| 4: Ziggy Stardust (1972-1973)                        | - "Ziggy Stardust", "Suffragette City", "Changes" uit Ziggy Stardust - The Motion Picture | - Bowie: Nationwide (1973); promotie Earthling (1997) - Tony Visconti, Mick Rock, Moby - Muzikant Mike Garson - Modeontwerper Alexander McQueen |
| 5: Rebel Rebel (1973-1974)                           | - "Rebel Rebel" uit Toppop | - Bowie: Cracked Actor (1975) - Toni Basil, Tony Visconti, Mick Rock, Mike Garson - Muzikant Carlos Alomar - Zangeres Robin Clark - Producent Brian Eno |
| 6: Fame (1974-1976)                                  | - "Young Americans" - "Fame" - "Golden Years" - ""Heroes"" | - Bowie: Cracked Actor (1975); Arena (1978) - Tony Visconti, Iggy Pop, Carlos Alomar, Robin Clark - Filmmaker Alan Yentob - Acteurs Tom Conti en Candy Clark |
| 7: Ashes to Ashes (1977-1983)                        | - "Subterraneans" - ""Heroes"" (videoclip) - "Peace on Earth/Little Drummer Boy" tv-optreden met Bing Crosby - "Ashes to Ashes" (videoclip) - "Modern Love" | - Bowie: Friday Night, Saturday Morning (1980) - David Wild, Tony Visconti, Iggy Pop, Eric Idle, Carlos Alomar, Robin Clark, Brian Eno, Tom Conti - Regisseur David Mallet |
| 8: Let's Dance (1983-1987)                           | - "Let's Dance" (videoclip) - "China Girl" (videoclip) - "Modern Love" (videoclip) - "Blue Jean" (videoclip) - ""Heroes""; live tijdens Live Aid - "Dancing in the Street" met Mick Jagger (videoclip) - "Absolute Beginners" - "Day-In Day-Out" uit Glass Spider | - Bowie: promotie Let's Dance (1983); promotie Earthling (1997) - David Wild, Eric Idle, Carlos Alomar - Muzikant en producent Nile Rodgers |
| 9: Tin Machine (1988-1999)                           | - "Tin Machine" (videoclip) - "Jump They Say" (videoclip) - "A Small Plot of Land?" - "Little Wonder" (videoclip) | - David Wild, Iman, Trent Reznor, Mick Rock, Eric Idle, Brian Eno, Nile Rodgers - Artiest Jeff Koons |
| 10: Slow Burn (2000-2002)                            | - "Slow Burn" (videoclip) - "Suffragette City" uit Ziggy Stardust - The Motion Picture - "Changes" | - Bowie: Newsnight (1999); promotie Earthling (1997) - David Wild, Iman Abdulmajid, Moby, Trent Reznor, Tony Visconti, Mick Rock, Carlos Alomar, Robin Clark, Alexander McQueen, Jeff Koons |